# Кривко, Виктор Валерьевич
Виктор Валерьевич Кривко (бел. Віктар Валер’евіч Крыўко; род. 13 сентября 1995, Сенно, Витебская область) — белорусский биатлонист, участник Кубка мира в составе сборной Беларуси, двукратный чемпион Европы среди юниоров. Мастер спорта международного класса Республики Беларусь.

## Карьера

### Юниорская карьера
Занимался биатлоном с 2003 года в школе «Олимпиец» города Сенно, детским тренером был Валерий Михайлович Лекторов. Окончил Новополоцкое государственное училище олимпийского резерва. Личный тренер в настоящее время — Лещенко Василий Михайлович.
В международных соревнованиях высокого уровня участвует с 2012 года. На чемпионате мира среди юниоров 2012 года в Контиолахти, в категории 19-летних был четвёртым в спринте, 17-м в преследовании, 21-м в индивидуальной гонке и шестым в эстафете. Также в 2012 году участвовал в зимних юношеских Олимпийских играх, занял 13-е место в спринте и десятое в смешанной эстафете. На Европейском юношеском олимпийском фестивале в 2013 году стал бронзовым призёром в спринте.
В 2014 году на чемпионате Европы среди юниоров в Нове-Место-на-Мораве занял 18-е место в спринте и 17-е в гонке преследования, а в смешанной эстафете сборная Беларуси отстала на круг. В индивидуальной гонке Виктор показал третий результат, но был дисквалифицирован из-за вмешательства белорусских тренеров в процесс гонки.
В 2015 году на юниорском чемпионате мира в Раубичах стал шестым в индивидуальной гонке, 24-м — в спринте и пятым в эстафете.
В 2016 году принимал участие в чемпионате мира среди юниоров в Кейле-Грэдиштей, где дважды был десятым — в спринте и пасьюте, а в индивидуальной гонке — 27-м. На чемпионате Европы среди юниоров 2016 года в Поклюке, Виктор выиграл две золотые медали — в индивидуальной гонке и спринте, а в гонке преследования из-за неудачной стрельбы откатился на восьмое место.

### Взрослая карьера
Дебютировал в Кубке IBU в ноябре 2013 года на этапе в Идре, где занял 78-е место в спринте. В том же сезоне на этапе в Риднау впервые набрал очки, заняв 38-е место в спринте. Лучшим результатом Виктора на Кубке IBU является пятое место в супер спринте на этапе в Риднау в сезоне 2019 - 2020 , в гонке преследования Словакия «Брезно Осорбли».
В 2016 году Виктор Кривко принимал участие в чемпионате Европы среди взрослых, занял десятое место в спринте, 11-е — в гонке преследования, 15-е — в масс-старте и девятое — в сингл-миксте.
На уровне Кубка мира дебютировал в январе 2015 года в эстафетной гонке на этапе в Оберхофе. В спринте Кривко занял 68-е место. В следующий раз Виктор принял участие в гонке Кубка мира лишь спустя год, в феврале 2016 года на этапе в Кэнморе, где стал 53-м в спринте.

## Личная жизнь
Учится в Белорусском государственном университете физической культуры.
Сестра, Ирина Лещенко, также занимается биатлоном и выступает за сборную Беларуси. Виктор воспитывался в неполной семье, мать Людмила Брониславовна — воспитательница детского сада. Не женат, есть девушка.